# 斉藤次郎
斉藤 次郎（さいとう じろう、1965年5月24日 - ）は、日本の男性声優。栃木県出身。ケンユウオフィス所属。

## 略歴
声優になる前はサラリーマンだった。『ケイコとマナブ』に掲載されていた声優講座に参加し、声優としての活動を始める。その時の講師は曽我部和恭だった。
バオバブ学園（現：ビジュアル・スペース俳優養成所）12期生。2011年9月よりケンユウオフィス所属。以前はぷろだくしょんバオバブに所属していた。

## 人物
吹き替えではイドリス・エルバを持ち役としている。
声種はバリトン。趣味は山歩き。特技は猫遊び。

## 出演
太字はメインキャラクター。

### テレビアニメ
2000年
- 週刊ストーリーランド（客たち）
- とっとこハム太郎（ヒデ）
- ワイルドアームズ トワイライトヴェノム（アスビック、モンスター）

2001年
- 仰天人間バトシーラー（タージャンキング）
- サイボーグ009 THE CYBORG SOLDIER（ドイツ代表 他）
- シャーマンキング（ラダー）
- 逮捕しちゃうぞ シリーズ（2001年 - 2007年、駅員B、犯人） - 2シリーズ
- 魔法戦士リウイ（大臣）
- よばれてとびでて!アクビちゃん（公園の樹）

2002年
- アクエリアンエイジ Sign for Evolution（教師）
- 王ドロボウJING
- GetBackers-奪還屋-（男）
- 最終兵器彼女（兵士B）
- 十二国記（労蕃生）
- ドラゴンドライブ（男）
- 炎の蜃気楼（ガイコツ武者、担任、家臣）
- 魔王ダンテ（サクシ）

2003年
- R.O.D -THE TV-（2003年 - 2004年、マスター、隊員A）
- 一騎当千（2003年 - 2010年、顔良、張紘） - 3シリーズ
- 犬夜叉（僧）
- GAD GUARD（館長）
- カレイドスター 新たなる翼（団長）
- 探偵学園Q（原刑事）
- TEXHNOLYZE（男A）
- 成恵の世界（アバロン人C）
- 人間交差点（道夫の付き人）

2004年
- 巌窟王（罪人1）
- GANTZ（ネギ星人〈親〉）
- 砂ぼうず（川口冬夫）
- 蒼穹のファフナー Dead Aggressor（パイロット）
- 超ぽじてぃぶ! ファイターズ（小笠原道大）
- 爆裂天使（白蘭議長）
- B-伝説! バトルビーダマン（ジゴック）

2005年
- 奥さまは魔法少女（ぬいぐるみ達A）
- CLUSTER EDGE（部下）
- D.C.S.S. 〜ダ・カーポ セカンドシーズン〜（男）
- BLEACH（浦挺隊 白）
- フルメタル・パニック! The Second Raid（副官）
- プレイボール（川北高監督）

2006年
- おとぎ銃士 赤ずきん（老人）
- CLUSTER EDGE（兵士）
- ケロロ軍曹（ヘラクレスオオカブト、753〈なごみ〉さん）
- ゼロの使い魔（2006年 - 2008年、オリヴァー・クロムウェル、ラ・ヴァリエール公爵、兵士） - 3シリーズ
- ちょこッとSister（司会者）
- 内閣権力犯罪強制取締官 財前丈太郎（堀内）

2007年
- ウエルベールの物語 〜Sisters of Wellber〜（市長）
- 恋する天使アンジェリーク〜かがやきの明日〜（男）
- 彩雲国物語 第2期（大医署長官）
- BLUE DROP 〜天使達の戯曲〜（玄さん）
- レ・ミゼラブル 少女コゼット（男B）
- ロミオ×ジュリエット（カミロ）

2008年
- 今日からマ王!（ゲラルト）
- CLANNAD-クラナド-（楽器屋店長B）
- ゴルゴ13（監守、ボブ）
- 絶対可憐チルドレン（リーダー）
- テイルズ オブ ジ アビス（店主）
- 隠の王（客）
- モノクローム・ファクター（組員）

2009年
- エグザムライ戦国（鬼牙）
- クロスゲーム（志堂英太郎、神川）
- ドルアーガの塔 〜the Sword of URUK〜（老人）
- 名探偵コナン（2009年 - 2024年、忠田篤男、刑事、石田元、公島裕太、梅木弘道、河本新）
- ヤッターマン（第2作）（隊長）

2010年
- COBRA THE ANIMATION（機長）
- GIANT KILLING（ユウジ、金田、板垣、今井、記者）

2011年
- 境界線上のホライゾン（騎士代表）
- クレヨンしんちゃん（2011年 - 2023年、電気屋さんのおじさん、侍A、子犬少将、人面クレヨン、金時井茂吉、ボン・サイトウ 他）
- ドラえもん（テレビ朝日版第2期）（銀行強盗）
- ブレイド（ソン）

2012年
- エリアの騎士（麻生監督〈麻生一志〉）
- キングダム（2012年 - 2014年、公孫龍） - 2シリーズ
- 忍たま乱太郎（山賊お頭）
- HUNTER×HUNTER（第2作）（2012年 - 2013年、スキンヘッドの男、ハギャ、コグマ型、レオル）
- LUPIN the Third -峰不二子という女-（機長）

2013年
- アラタカンガタリ〜革神語〜（門脇の父）
- ジョジョの奇妙な冒険（幹部）

2014年
- SHIROBAKO（編集長、半藤）
- となりの関くん（足立先生）
- 棺姫のチャイカ AVENGING BATTLE（フョードル・グリンベルグ）
- ONE PIECE（2014年 - 2024年、マスクの男、オオロンブス、ランポー、シャーロット・スナック、タコス、雨月天ぷら、波頭の仁王）

2015年
- 牙狼〈GARO〉-炎の刻印-（ロランド卿）
- 寄生獣 セイの格率（パラサイト）
- 空戦魔導士候補生の教官（ゲイル・ホイットテール）
- GON -ゴン-（タックル）
- それいけ!アンパンマン（右大臣）
- ドラゴンボール超（2015年 - 2016年、大使、教授、グリール）
- ローリング☆ガールズ（マー坊）
- ワンパンマン（獣王）

2016年
- Re:ゼロから始める異世界生活（ボルドー） - 2020年に第1期新編集版が放送
- アルスラーン戦記 風塵乱舞（タルハーン）
- 紅殻のパンドラ（指揮官）
- この美術部には問題がある!（武田先生）
- ドリフターズ（島津義弘）

2017年
- 幼女戦記（ハンス）
- ゼロから始める魔法の書（将軍）
- 夏目友人帳 シリーズ（2017年 - 2024年、龍） - 2シリーズ
- 将国のアルタイル（ロットウルムA）
- 魔法陣グルグル（火の王）

2018年
- 剣王朝（趙斬）
- 妖怪ウォッチ シャドウサイド（弁慶）
- フルメタル・パニック! Invisible Victory（ライリー）
- ぐらんぶる（ドイツ語講師）
- 京都寺町三条のホームズ（小松勝也）
- 東京喰種トーキョーグール:re（芥子）
- ジョジョの奇妙な冒険 黄金の風（教授）

2019年
- ルパン三世 グッバイ・パートナー（警察指揮官）
- 爆釣バーハンター（神主第三形態）
- ポケットモンスター サン&ムーン（モーン）
- 爆丸バトルプラネット（2019年 - 2020年、トリップ）
- 叛逆性ミリオンアーサー（バルトス）
- 異世界チート魔術師（ドルトエスハイム）
- 僕のヒーローアカデミア（紅頼雄斗）
- ヴィンランド・サガ（2019年 - 2023年、ウォラフ、エアドリク） - 2シリーズ

2020年
- アサティール 未来の昔ばなし（シャーラン）
- もっと!まじめにふまじめ かいけつゾロリ（2020年 - 2022年、ブルル） - 3シリーズ
- ムヒョとロージーの魔法律相談事務所（冥王ルアラリエ）
- 進撃の巨人（2020年 - 2022年、マガト） - 2シリーズ

2021年
- ピーチボーイリバーサイド（犬）

2022年
- ルパン三世 PART6（老店長）
- SHAMAN KING（ブロン）
- パズドラ（黒岩徹、無間の破戒神・大天狗）
- ポケットモンスター（モーン）
- SPY×FAMILY（2022年 - 2023年、国家保安局局長） - 2シリーズ
- デジモンゴーストゲーム（メフィスモン）
- デリシャスパーティ♡プリキュア（浅井又三郎）

2023年
- UniteUp!（千紘の父）
- 最強陰陽師の異世界転生記（騎士団長）
- THE MARGINAL SERVICE（サカキ）
- 王様ランキング 勇気の宝箱（サトゥン）
- MFゴースト（2023年 - 2024年、恋の父） - 2シリーズ
- はめつのおうこく（ゲーテ）
- 最果てのパラディン 鉄錆の山の王（グレンディル）

2024年
- ぶっちぎり?!（ナレーション、道満拳一郎）
- 葬送のフリーレン（デンケン）
- 明治撃剣-1874-（ビリー、松平容保）
- シンカリオン チェンジ ザ ワールド（川越タンゴ）
- しかのこのこのここしたんたん（熊取宗一郎）
- 株式会社マジルミエ（課長）

2025年
- 凍牌〜裏レート麻雀闘牌録〜（八木プロ）
- ポケットモンスター（ユハの父）
- 君のことが大大大大大好きな100人の彼女（研究者A）
- キン肉マン 完璧超人始祖編（長官）
- 盾の勇者の成り上がり Season 4（ジャラリス）
- アークナイツ【焔燼曙明/RISE FROM EMBER】（傷のある盾兵）

### 劇場アニメ
2007年
- ベクシル 2077日本鎖国（イタクラ）

2010年
- ジュノー（ウェンライト）

2014年
- 宇宙戦艦ヤマト2199 星巡る方舟（天城敏郎）

2015年
- 屍者の帝国（山澤静吾）
- 氷川丸ものがたり（大久保鉄蔵）
- UFO学園の秘密（元首）

2016年
- ONE PIECE FILM GOLD（タイムス伯爵）

2017年
- ひるね姫 〜知らないワタシの物語〜
- 劇場版 FAIRY TAIL -DRAGON CRY-（ザッシュ・ケイン）
- 映画 妖怪ウォッチ シャドウサイド 鬼王の復活（弁慶）

2019年
- ヴァイオレット・エヴァーガーデン 外伝 - 永遠と自動手記人形 -（ヨーク家当主）

2020年
- 劇場版 SHIROBAKO（半藤達也）

2021年
- 劇場版マクロスΔ 絶対LIVE!!!!!!（イアン・クロムウェル）

2022年
- 映画 五等分の花嫁（無堂仁之介）

### OVA
2000年
- ジョジョの奇妙な冒険 ADVENTURE（囚人C）

2001年
- 怪童丸

2004年
- トランスフォーマー ロボットマスターズ（リバースコンボイ / リバースメガトロン）

2005年
- MUNTO 時の壁を越えて（担任、長老、魔導士）

2008年
- やなせたかしメルヘン劇場 てんしのぐらたん（スパイスのパパ）

2009年
- 魔法先生ネギま!〜もうひとつの世界〜（カゲタロウ）
- 名探偵コナン MAGIC FILE3 新一と蘭・麻雀牌と七夕の思い出（長谷川）

2017年
- 宇宙戦艦ヤマト2202 愛の戦士たち（天城敏郎）※ODS作品

2019年
- 銀河英雄伝説 Die Neue These 星乱（オットー・フォン・ブラウンシュバイク）

### Webアニメ
- クレヨンしんちゃん外伝 家族連れ狼（2017年、素内パー助）
- 無限の住人-IMMORTAL-（2020年、哭蔵）
- 爆丸アーマードアライアンス（2020年 - 2021年、トリップ）
- 範馬刃牙（2021年、ケント）
- もっと!まじめにふまじめ かいけつゾロリ ゾロリのへや（2022年、ブルル）
- 爆丸レジェンズ（2023年、トリップ）
- PLUTO（2023年、ワラス）

### ゲーム
2001年
- グローランサーII（ゲーヴァス）

2002年
- ラチェット&クランク（発明家）

2003年
- ドラッグオンドラグーン
- My Merry Maybe（玉村先生）

2004年
- ジャック×ダクスター2（クリムゾンガード1、男国民） - PS2版
- 十二国記 赫々たる王道 紅緑の羽化（大工）

2005年
- GANTZ THE GAME（ねぎ星人ボス、先生）
- ゴッド・オブ・ウォー（漁師、兵士）
- My Merry May with be（玉村先生）

2007年
- SDガンダム GGENERATION（2007年 - 2016年、カクリコン・カクーラー、オウギュスト・ギダン、ライル、ハリダ） - 2作品
- CRYSIS（兵士）
- 熱帯低気圧少女（昴）
- レインボーシックス ベガス（カン・アカハシ 他）

2008年
- 機動戦士ガンダム ギレンの野望 アクシズの脅威（オウギュスト・ギダン、ライル、エゥーゴ士官B、将校B）

2009年
- アサシン クリード II
- 内田康夫DSミステリー 名探偵・浅見光彦シリーズ「副都心連続殺人事件」（千川秋彦、轟虎之助）
- KILLZONE 2
- Memories Off 6 Next Relation（嘉神川幸蔵）

2010年
- アサシン クリード ブラザーフッド

2011年
- アサシン クリード リベレーション
- 機動戦士ガンダム 新ギレンの野望（ライル）

2012年
- 機動戦士ガンダムUC（ラー・デルス艦長）
- バイオハザード オペレーション・ラクーンシティ（ベルトウェイ）
- マブラブ オルタネイティヴ クロニクルズ 再誕（ゴールドメン局長）

2013年
- BEYOND: Two Souls
- The Last of Us
- マブラブ オルタネイティヴ クロニクルズ ラスト・ダイバーズ（スピリット・オブ・ネバダ）

2014年
- KILLZONE SHADOW FALL
- NAtURAL DOCtRINE（オーク、ゴモラ）
- 朧村正 大根義民一揆（富獄悪五郎）
- ザ・クルー（ビル・コバーン）
- 第3次スーパーロボット大戦Z 時獄篇 / 天獄篇（2014年 - 2015年） - 2作品
- ディアブロ III（バーバリアン・男）
- メタルギアソリッドV グラウンド・ゼロズ（兵士）

2015年
- 三国志パズル大戦（文醜）
- 白猫プロジェクト（鬼の長老）
- ドラゴンボール ゼノバース（タイムパトローラー）
- 遙かなる時空の中で6（片霧清四郎）
- Fallout 4（ディーコン）

2016年
- アンチャーテッド 海賊王と最後の秘宝（オルカ）
- クイズRPG 魔法使いと黒猫のウィズ（2016年 - 2018年、ジャガード・ライド、ベアード・フェサ、偽りの守護神）
- 幻獣契約クリプトラクト（破壊の死者ベリアル）
- ドラゴンボール ゼノバース2（タイムパトローラー）
- ドラゴンボールフュージョンズ
- 百花百狼 〜戦国忍法帖〜（上野勘道）

2017年
- アンチャーテッド 古代神の秘宝（オルカ）
- 逆転オセロニア（ガルディラ）
- 少女とドラゴン-幻獣契約クリプトラクト-（ゼイシン）
- 武器よさらば（グスタフ）
- フォーオナー（バーサーカー〈男〉）

2018年
- クイズRPG 魔法使いと黒猫のウィズ（偽りの守護神）

2019年
- スーパーロボット大戦T（ライル）
- コール オブ デューティ モダン・ウォーフェア（ジョン・プライス大尉）
- 妖怪ウォッチ ぷにぷに（弁慶）
- 妖怪ウォッチ4 ぼくらは同じ空を見上げている / 4++（弁慶）
- THE KING OF FIGHTERS ALLSTAR（ゼロ〈クローン〉）
- ポケモンマスターズ / EX（2019年 - 2023年、シバ）
- 幽☆遊☆白書 100%本気バトル（時雨）

2020年
- マルコと銀河竜（アスタロト）
- VALORANT（ブリムストーン）
- eBASEBALLパワフルプロ野球2020（王大買）

2021年
- Re:ゼロから始める異世界生活 偽りの王選候補（ボルドー）
- Far Cry 6（エル・ティグレ）
- LOST JUDGMENT 裁かれざる記憶

2022年
- レゴ スター・ウォーズ：スカイウォーカー・サーガ
- ドラゴンクエストX 天星の英雄たち オンライン（ガーニハン、ゼドラ王国大臣）
- 鋼の錬金術師 MOBILE（2022年 - 2023年、アレックス・ルイ・アームストロング）
- コール オブ デューティ モダン・ウォーフェアII（ジョン・プライス大尉）
- ラストクラウディア（ドーラ）

2023年
- 機動戦士ガンダム U.C. ENGAGE（2023年 - 2024年、カクリコン・カクーラー、ティターンズ高官、ホワイト提督、ライル）
- ファイナルファンタジーXVI（オットー）
- コール オブ デューティ モダン・ウォーフェアIII（ジョン・プライス大尉）
- マジカルドロップVI (エンペラー、ストレングス) - DLC追加キャラクター

2024年
- 百英雄伝 (ガラドゥル）
- デッドライジング デラックスリマスター（ブラッド・ガリソン）
- スーパーロボット大戦DD（カクリコン・カクーラー）
- カイジ外伝：激熱の街（ボリス、岡林、石田光司）
- Wizardry Variants Daphne
- カルドアンシェル（セルゲイ・イグナチェフ）
- グランブルーファンタジー（デストロイヤーズコマンダー）

2025年
- 龍が如く8外伝 Pirates in Hawaii（ジャック・ザ・コレクター）

### ドラマCD
- 愛は薔薇色のキス（支配人）
- 恋するインテリジェンス（男性職員2）
- 銀の勇者（刺客A）
- 絢爛舞踏祭 オリジナルドラマ2 希望号DISC（カール・ドランジ）
- コルセーア 〜月を抱く海〜（ジアド）
- 新宿ラッキーホール（組員）
- デコイ 迷鳥 デコイシリーズ（マスター）
- トリニティ・ブラッド Rage Against Moons III（チャペック）
- 新妻刑事（徳田、神父）
- 春を抱いていた（三井）
- ピヨたん 〜ハウスキーパーはCUTEな探偵〜（梶原剛）
- 百花百狼〜戦国忍法帖 「文化祭☆デートは誰の手に!?」（上野勘道）※予約特典ドラマCD
- ボーダー・ライン（吉永）
- 茅島氏の優雅な生活（波多野）
- せんせいのお時間 13時間目
- ヤングガン・カルナバル VOL.1 〜ハイスクール・ヴァーティゴ〜（矢沢）
- ローゼンクロイツ アルビオンの騎士
  - 第1幕 ベスザの響宴（ポワソン）
  - 第2幕 ログリスの聖獣（将軍）
  - 第3幕 ドーンの悪夢（ケーラルフ）
  - 第4幕 アルビオンの幻影（王族）

### 吹き替え

#### 担当俳優
イドリス・エルバ
- サイバーパンク2077（ソロモン・リード）
- ザ・ハーダー・ゼイ・フォール: 報復の荒野（ルーファス・バック）
- スター・トレック BEYOND（バルタザール・エディソン / クラール）
- タイラー・レイク -命の奪還-2（謎の男）
- フレンチ・ラン（ショーン・ブライアー）
- ハイジャック（サム・ネルソン）
- マーベル・シネマティック・ユニバース（ヘイムダル）
  - マイティ・ソー
  - マイティ・ソー/ダーク・ワールド
  - アベンジャーズ/エイジ・オブ・ウルトロン
  - ホワット・イフ...?
  - マイティ・ソー バトルロイヤル
  - アベンジャーズ/インフィニティ・ウォー
  - ソー:ラブ&サンダー

- ビースト（ネイト・サミュエルズ）
- モリーズ・ゲーム（チャーリー・ジャフィー）

#### 映画
- アイス・ハザード
- 逢いたくて（アラン〈ジルベール・メルキ〉）
- アウトライブ -飛天舞-（アシン〈キム・スロ〉）
- A KITE（プリンズルー刑事〈デオン・ロッツ〉）
- アスファルト・レーサー（バルガス〈マリオ・アルヴァラード〉）
- アトラス（カスカ〈エイブラハム・ポプーラ〉）
- 甘い人生
- アムステルダム（レム・ゲトワイラー刑事〈マティアス・スーナールツ〉[64]）
- アンデルセン 夢と冒険の物語
- アンブレイカブル（リッチ）※ソフト版
- イーグル・アイ
- イグニッション（スキャンロン〈ニコラス・リー〉）
- 一枚のめぐり逢い（キース・クレイトン〈ジェイ・R・ファーガソン〉）
- 愛しのベス・クーパー
- 愛しのローズマリー（アーティ〈カイル・ガス〉）
- インターンシップ（マットレスのセールスマン〈ウィル・フェレル〉）
- インビジブル2
- ヴァニシング・チェイス（映画監督〈スパイク・リー〉）
- ヴェノム:ザ・ラストダンス[65]
- ウエルカム・トゥ・サイゴン
- エアブレイク
- エアレース（グラント・アーバイン〈アントニオ・サバト・Jr.〉）
- エイプリルの七面鳥
- エイリアン3（ボッグス、マーフィー）※完全版DVD・BD版
- エネミー・ライン（オペレーター〈サム・ジェーガー〉）※ソフト版、（エド・バーネット〈レオン・ラッサム〉）※フジテレビ版
- エクスペンダブルズシリーズ
  - エクスペンダブルズ（ザ・ブリット〈ゲイリー・ダニエルズ〉）
  - エクスペンダブルズ3 ワールドミッション（ゴラン・ヴァータ〈ロバート・デヴィ〉[66]）
- エレクトリシティ（バリー〈ポール・アンダーソン〉）
- エンド・オブ・ホワイトハウス（チャーリー・ロドリゲス〈フィル・オースティン〉）
- 完全犯罪クラブ
- 神さまお願い!（ビリー〈カディーム・ハーディソン〉）
- 近距離恋愛（コリン・マクマーレー〈ケヴィン・マクキッド〉）
- グッド・バッド・ウィアード（ピョンチュン〈ユン・ジェムン〉）
- クラッシュ!!!（ヴィンセント〈マイケル・マドセン〉）
- グレイヴ・エンカウンターズ2（ジェリー・ハートフィールド〈ベン・ウィルキンソン〉）
- グレイテスト・ショーマン（ジェームズ・ゴードン・ベネット〈ポール・スパークス〉）
- グレッグのダメ日記（マローン〈アンドリュー・マクニー〉）
  - グレッグのおきて
  - グレッグのダメ日記3
- コートに賭ける奇跡（ラモント〈リチャード・T・ジョーンズ〉）
- コネチカットにさよならを（ミッチェル〈マイケル・ガストン〉）
- 恋のスラムダンク
- 恋は邪魔者
- コマンドーR（エストニア〈ヴィクトール・ヴェルズビツキー〉）
- 13デイズ（ウィリアム・エッカー〈クリストファー・ローフォード〉）※ソフト版
- 災厄の家
- サラリーマン・バトル・ロワイアル（ウェンデル〈ジョン・C・マッギンリー〉）
- ザ・リチュアル いけにえの儀式（ハッチ〈ロブ・ジェームズ＝コリアー〉）
- 猿の惑星シリーズ（モーリス）
  - 猿の惑星: 新世紀
  - 猿の惑星: 聖戦記[67]
- サンダーバード6号（マルコ）※DVD版
- ジェイン・オースティン 秘められた恋（ウィスリー氏〈ローレンス・フォックス〉）
- 史上最悪の学園生活（カール〈ロブ・リグル〉）
- ジャーヘッド -36時間-（ブロデツギー〈アモス・タマム〉）
- シャーロック・ホームズ（ドレジャー〈ロバート・マイエ〉）※劇場公開版
- 小説家を見つけたら（コーチ〈トム・カーンズ〉）
- ジョニー・イングリッシュ ※劇場公開版
- スズメバチ ※テレビ東京版
- スターガール（アーチー〈ジャンカルロ・エスポジート〉）
- スノー・クイーン 〜雪の女王〜（ヘルメット〈セイジ・ブロックルバンク〉）
- スモーキン・エース/暗殺者がいっぱい
- 世界で一番パパが好き!
- セルジオ: 世界を救うために戦った男
- セレニティー:平穏の海（デューク〈ジャイモン・フンスー〉）
- だめんず・コップ2（ソーン〈ジェイ・チャンドラセカール〉）
- ダークナイト トリロジー（トーマス・ウェイン〈ライナス・ローチ〉）
  - バットマン ビギンズ ※劇場公開版
  - ダークナイト ライジング（黒人警官）
- ダイアナ（ドディ・アルファイド〈キャス・アンヴァー〉）
- ダイ・ハード/ラスト・デイ（フォクシー〈オルディス・ホッジ〉）
- 第9地区（クリストファー・ジョンソン〈ジェイソン・コープ〉）
- 007 消されたライセンス（エド・キリファー〈エヴェレット・マッギル〉）※DVD新録版
- だれもがクジラを愛してる。（スコット〈ダーモット・マローニー〉）
- ツタン・カーメンの秘宝 失われた王宮/太陽の王子
- 鉄板ニュース伝説（キップ・ケンドル〈スコット・クレイス〉）
- DENGEKI 電撃 ※ソフト版
- D-TOX（ギージー〈ランス・ハワード〉）※テレビ東京版
- 2ハート（ホアキン〈スティーヴ・ベーシック〉）
- テトリス（ハワード・リンカーン〈ベン・マイルズ〉）
- デンジャラス・バディ（ジュリアン・ヴィンセント〈マイケル・マクドナルド〉）
- トール・テイル/パラダイス・ヴァレーの奇跡
- トランスフォーマー/ダークサイド・ムーン（サウンドウェーブ、ショックウェーブ）
- ドリームキャッチャー
- NAKED マン・ハンティング（キム〈レオナルド・スバラグリア〉）
- ネイバーズ（ジミー〈アイク・バリンホルツ〉）
  - ネイバーズ2
- PARKER/パーカー（ノルテ〈カルロス・カラスコ（英語版）〉）
- パーフェクト・プラン（ジャック〈サム・スプルエル〉）
- バーレスク（マーカス〈エリック・デイン〉）
- バイオハザードII アポカリプス（U.B.C.S隊員ユーリ・ロギーノワ〈ステファン・ヘイズ〉）※フジテレビ版
- パシフィック・ウォー（エイドリアン・マークス〈トーマス・ジェーン〉）
- バトルシップ
- バビロンA.D.
- パンチドランク・ラブ
- ビッグ・ボーイズ しあわせの鳥を探して（ビル・クレメンズ〈アンソニー・アンダーソン〉）
- ピザボーイ 史上最凶のご注文（ドウェイン〈ダニー・マクブライド〉）
- 美女と野獣（ペルデュカス〈エドゥアルド・ノリエガ〉[68]）
- 秘密のミラクル・マジシャン
- ピンクパンサー（ユーリ〈ヘンリー・ツェニー〉）
- プールサイド・デイズ（キップ〈ロブ・コードリー〉）
- ファイナル・デッドサーキット 3D（ジョージ・ランター〈ミケルティ・ウィリアムソン〉）
- ファウンダー ハンバーガー帝国のヒミツ
- ファイアー・ブレイク 炎の大救出（アレクシー〈コンスタンチン・ハベンスキー〉）
- ファンボーイズ（ラインホルド判事〈ビリー・ディー・ウィリアムズ〉）
- フィアー・フロム・デプス
- フェンス（ライオンズ〈ラッセル・ホーンズビー〉）
- 4 FOUR（探偵）
- フライト・デスティネーション（デヴィッド・L・マーティン〈ゲイリー・ハドソン〉）
- ブラックホーク・ダウン（シュミッド衛生兵〈ヒュー・ダンシー〉）※DVD版
- ブラッド・パラダイス（フィン〈デズモンド・アスキュー〉）
- フリー・ガイ[69]
- プリズン211（ホセ〈アントニオ・レシネス〉）
- ブリッツ（ロバーツ〈マーク・ライランス〉）
- プリティ・ヘレン
- ブルー・エンカウンター（ワーロック星人キル〈アルメン・ウォン〉）
- フルスロットル（リノ〈ダヴィッド・ベル〉）
- ブレス・ザ・チャイルド（デヴィッド）
- プレッジ（デュエイン〈マイケル・オキーフ〉）
- フローズン・グラウンド（クレイト・ジョンソン〈カーティス・“50セント”・ジャクソン〉）
- ヘドウィグ・アンド・アングリーインチ
- ホース・ソルジャー（ハル・スペンサー准尉〈マイケル・シャノン〉）
- ボーン・アイデンティティー（リサーチ〈ウォルトン・ゴギンズ〉）※フジテレビ版
- ボーン・スプレマシー ※日本テレビ版
- 暴走特急 シベリアン・エクスプレス（カルロス〈エドゥアルド・ノリエガ〉）
- 僕のミッシー（コマンテ〈ロブ・シュナイダー〉）
- 僕のワンダフル・ジャーニー（ジョー〈コンラッド・コーツ〉[70]）
- ポリス・ストーリー/レジェンド（ジャン局長〈リウ・ペイチー〉）
- マイケル・ジョーダン: ラストダンス（スコッティ・ピッペン〈本人〉）
- 真夜中のマグノリアで（ジャッド・クロフォード〈ピーター・マイケル・ディロン〉）
- ミニヴァー夫人（クレム・ミニヴァー〈ウォルター・ピジョン〉）
- ミリオンダラー・ホテル
- メガ・ピラニア（ボブ・グレディ〈バリー・ウィリアムズ〉）
- モンスーン・ウェディング
- ヤング・ブラッド
- 理想の彼氏（トレバー〈ジョン・シュナイダー〉）
- ルディ・レイ・ムーア（アレン）
- ルパン三世
- レジェンド・オブ・アロー ※ソフト版
- レイダース/失われたアーク《聖櫃》（大男〈パット・ローチ〉）※WOWOW・BD版
- REC/レック2（チーフ）
- REC:レック/ザ・クアランティン（ジョージ・フレッチャー〈ジョナサン・シェック〉）
- レディ・イン・ザ・ウォーター
- REM レム（スチュアート巡査〈ベン・シェンクマン〉）
- ロスト・バケーション（カルロス〈オスカル・ハエナダ〉）
- ロンゲスト・ヤード（ディーコン・モス、ビッグ・トニー、トレス）
- ロボコップ（アンドレ・ダニエル〈K・C・コリンズ〉）
- 我が名はヴェンデッタ
- わたしに会うまでの1600キロ（ポール〈トーマス・サドスキー〉）
- ワールド・トレード・センター
- ワイルドサヴェージ（ウィンシスター軍曹〈アレクス・ポーノヴィッチ〉）
- ワイルド・スピード/スーパーコンボ（ツォイ〈トム・ウー〉[71]）
- ワンス・アポン・ア・タイム・イン・チャイナ外伝/鬼脚（会長〈ユン・ワー〉）

#### ドラマ
- iCarly
- アフェア5 情事の行方 ファイナル（サーシャ・マン〈クレス・バング〉）
- アプレンティス3/セレブたちのビジネス・バトル（マイケル・ジョンソン）
- アントラージュ★オレたちのハリウッド（ジョニー・“ドラマ”・チェイス〈ケヴィン・ディロン〉）
- 倚天屠龍記（兪岱厳、周五輸、范遥）
- うわさのツインズ リブとマディ（ピート・ルーニー〈ベンジャミン・キング〉）
- エイリアス
- エレメンタリー5 ホームズ&ワトソン in NY #13（ジャック・ブルネル〈イザイア・ウィットロック・Jr〉）
- エージェント・オブ・シールド シーズン1（トッド・チェスターフィールド博士、ルッソ）
- エージェント・カーター（ハッピー・サム・ソーヤー）
- X-ファイル 2016（ドロス刑事（クリス・シールズ）、ホームレス1）
- NCIS:LA 〜極秘潜入捜査班 シーズン4（ナシム・ヴァジリ〈アロン・アブトゥブール〉）
- OZ/オズ（チャールズ・パンカーモ〈チャック・ジトー〉、ポール・マークストラム〈O・L・デューク〉）
- クリミナル・マインド FBI行動分析課
  - シーズン4（ポール・メイクリー）
  - シーズン5（サム保安官〈D・B・スウィーニー〉）
- クリミナル・マインド 特命捜査班レッドセル（トラスマン刑事）
- グッド・ワイフ2（エドワード・ウェルドン判事〈デヴィッド・オイェロウォ〉）
- 刑事ナッシュ・ブリッジス
- コールドケースシリーズ
  - シーズン6 #18（リチャード・キーゼル〈現在〉〈リチャード・ブレイク〉）、#22（ハンク・バトラー）
  - シーズン7 ザ・ファイナル #4（ロンデ・ブルックス〈ジェイミー・ヘクター〉）、#19（トム・グリーソン〈現在〉）、#21（コーキー・メイザー）
- コード・ブラック 生と死の間で（ローリー・ガスリー指導医〈ウィリアム・アレン・ヤング〉）
- ザ・パシフィック
- ザ・ホワイトハウス シーズン1、3、4
- 射鵰英雄伝（柯鎮悪、陸冠英）
- 神鵰侠侶（趙志敬）
- CSI:13 科学捜査班 #18（トミー・バーンズ〈ニール・マクドノー〉）
- CSI:マイアミシリーズ
  - シーズン1（レオナルド・マーフィー〈クリス・マルケイ〉）
  - シーズン2 #13（カルロ・ゴンザレス）
  - シーズン3 #5（トミー・ノヴァク）
  - シーズン4 #13（ヘクター・ラミレス）
- CSI:ニューヨークシリーズ
  - シーズン1（ブラウン）
  - シーズン2 #1（ホイットマン）
  - シーズン7 #12
- スタートレック:エンタープライズ（J・ヘイズ少佐〈スティーブン・カルプ〉）
- スパルタカスII
- SUITS/スーツ6（フランク・ギャロ〈ポール・シュルツ〉）
- ゾウズ・フー・キル 殺意の深層
- 孫子兵法
- 太陽を抱く月
- CHASE/逃亡者を追え!（ボス）
- CHUCK/チャック シーズン2 #11（モーゼル・マウザー警部補〈マイケル・ルーカー〉）
- ディフェンダーズ 闘う弁護士
- Dr.HOUSE（ダリル・ノーラン〈アンドレ・ブラウアー〉）
- NUMBERS 天才数学者の事件ファイル #2
- NIKITA / ニキータ
- ニュースルーム
- PERSON of INTEREST 犯罪予知ユニット（オルソン刑事）
- ハーパーズ・アイランド 惨劇の島（シェン・ピアス）
- バーン・ノーティス 元スパイの逆襲 シーズン1 - 6（ブラッドリー、キャンベル 他）
- ハイ・インシデント/警察ファイルJ（マイク・ローズ〈ブレア・アンダーウッド〉）
- パワーレンジャーシリーズ
  - パワーレンジャー・ロスト・ギャラクシー（ビラマックス、キャノンボール）
  - パワーレンジャー・ライトスピード・レスキュー（デモナイト、トライカー）
- HAWAII FIVE-0 シーズン3 #3（ギル・スケイツ〈トッド・スタシュウィック〉）
- 馬医 #8
- ハンナ 〜殺人兵器になった少女〜（ジョン・カーマイケル〈ダーモット・マローニー〉）
- 光と影
- HEROES REBORN/ヒーローズ・リボーン #1, #11
- フラッシュフォワード（リック・マルキオーニ刑事〈ジュリオ・オスカー・メチョソ〉、サマド〈アンソニー・アジジ〉）
- フーディーニ&ドイルの怪事件ファイル 〜謎解きの作法〜（ホレス・メリング〈ティム・マッキナリー〉）
- BLOODLINE ブラッドライン（ダニー・レイバーン〈ベン・メンデルソーン〉）
- ブロードチャーチ2〜殺意の町〜（リッキー・ガレスピー）
- ブラインドスポット タトゥーの女 #2（アーサー・ギブソン）
- ベイツ・モーテル（アレックス・ロメロ保安官〈ネスター・カーボネル〉）
- 碧血剣（玉真子、温方悟）
- ボードウォーク・エンパイア2 欲望の街
- BONES シーズン4 #7（JP）
- ホワイトカラー シーズン3 #8（ジミー・ウィルソン〈ジェイソン・ウィリアムズ〉）
- マードック・ミステリー 〜刑事マードックの捜査ファイル〜（ジェフリー）
- マスケティアーズ パリの四銃士
- マジシャンズ（ヘンリー・フォッグ〈リック・ワーシー〉）
- 魔術師 MERLIN #4
- ミディアム 霊能者アリソン・デュボア（リー・スキャンロン刑事〈デヴィッド・キュービット〉）
- 名探偵ポワロ 青列車の秘密（ホテルマン、警官、車掌）
- THE MENTALIST メンタリストの捜査ファイル
  - シーズン1 #16（アンドリュース〈リック・ワーシー〉）
  - シーズン3（ローレンス・ノーム）
- Major Crimes 〜重大犯罪課（マイケルズ検事〈アンソニー・ルイヴィヴァー〉）
- リゾーリ&アイルズ ヒロインたちの捜査線
- リミットレス（アモス〈サム・ロバーズ〉）
- ロック、ストック&フォー・ストールン・フーヴズ（クーロス〈マリオ・カリ〉）
- 100 オトナになったらできないこと

#### アニメ
- アルティメット・スパイダーマン（タスクマスター）
- アイアンマン: 鋼の戦士（ジム・“ローディ”・ローズ）
- おくびょうなカーレッジくん（ナス）
- おさるのジョージ
- カーズ2（ヴィクトール・ヒューゴ）
- ガジェット警部 最後の事件
- クロース（モーゲンス）
- ザ・シンプソンズ（ミック・ジャガー）
- ザ・バットマン（キラーモス）
- ザ・ペンギンズ from マダガスカル
- スター・ウォーズ/クローン・ウォーズ（ドゥナー）
- ティーン・タイタンズ（キラーモス）
- トムとジェリーの宝島（ロン、ボブ、紫のオウム）
- ノートルダムの鐘II
- プレーンズ2/ファイアー&レスキュー（ライカー）
- マダガスカル3（ジョーンジー[72]）
- ミュータント タートルズ (2003年版)（クリス・ブラッドフォード）
- ミュータント・タートルズ (2012年版)
- メアリー & マックス（ダミアン）
- モンスター・イン・パリ 響け!僕らの歌声（メノイット長官）
- ヨウゼン（魔礼青[73]）
- 龍族 -The Blazing Dawn-（ラース）
- ルーニー・テューンズ・ショー（パパベア）
- レゴ ニンジャゴー 〜スピン術バトルの使い手〜（ナダカーン）

### テレビドラマ
- ドラマ10 デザイナーベイビー 第3話（2015年、NHK総合） - TVの音声

### ボイスオーバー
- 奇跡体験!アンビリバボー（フジテレビ）
- ザ!世界仰天ニュース
- 世界が騒然!本当にあった(秘)衝撃ファイル（テレビ東京）
- ティム・ガンのファッションチェック（NHK教育）
- BS世界のドキュメンタリー（NHK-BS1）

### ナレーション
- THE NAKED（ディスカバリーチャンネル）
- スゴ腕!武器ビルダー（ディスカバリーチャンネル）
- ゾウの生きる術（ナショナルジオグラフィックチャンネル）

### シリーズ一覧
1. ↑  第2期『SECOND SEASON』（2001年）、第3期『フルスロットル』（2007年）
2. ↑  第1期（2003年）、第2期『Dragon Destiny』（2007年）、第4期『XTREME XECUTOR』（2010年）
3. ↑  第1期（2006年）、第2期『〜双月の騎士〜』（2007年）、第3期『〜三美姫の輪舞〜』（2008年）
4. ↑  第1シリーズ（2012年 - 2013年）、第2シリーズ（2013年 - 2014年）
5. ↑  第6期『陸』（2017年）、第7期『漆』（2024年）
6. ↑  SEASON 1（2019年）、SEASON 2（2023年）
7. ↑  第1シリーズ（2020年）、第2シリーズ（2021年）、第3シリーズ（2022年）
8. ↑  The Final Season Part 1（2020年 - 2021年）、The Final Season Part 2（2022年）
9. ↑  Season 1:第1クール（2022年）、Season 2（2023年）
10. ↑  1st Season（2023年）、2nd Season（2024年）
11. ↑  『SPIRITS』（2007年）、『GENESIS』（2016年）